# Carlo Carafa della Spina
Pour les articles homonymes, voir Caraffa et Carlo Caraffa.
Pour les autres membres de la famille, voir Famille Carafa.
Carlo Carafa della Spina (ou Ca(r)ra(f)fa) (né le 21 avril 1611 à Rome, d'une famille célèbre napolitaine, et mort le 19 octobre 1680  dans la même ville) est un cardinal italien du XVIIe siècle.
Il est un frère duc cardinal Fortunato Ilario Carafa della Spina (1686). D'autres cardinaux de la famille sont Filippo Carafa della Serra (1378), Oliviero Carafa (1467), Gianvincenzo Carafa (1527), Carlo Carafa (1555), Diomede Carafa (1555), Alfonso Carafa (1557), Antonio Carafa (1568), Decio Carafa (1611), Pier Luigi Carafa (1645), Pierluigi Carafa, iuniore (1728), Francesco Carafa della Spina di Traetto (1773), Marino Carafa di Belvedere (1801) et Domenico Carafa della Spina di Traetto (1844).

## Biographie
Carlo Carafa della Spina est référendaire au tribunal suprême de la Signature apostolique, vice-légat à Bologne. Il est élu évêque de Aversa en 1644 et est nonce en Suisse en 1653, à Venise en 1654 et en Autriche de 1658 à 1664.
Le pape Alexandre VII le crée cardinal lors du consistoire du 14 janvier 1664. Le cardinal Carafa est camerlingue du Sacré Collège en 1676-1678.
Il participe au conclave de 1657, lors duquel Clément IX, au conclave de 1669-1670 (élection de Clément X) et à celui de 1676 (élection d'Innocent XI).

## Succession apostolique
Carlo Carafa della Spina a ordonné les évêques suivants :
- Évêque Jodok Knab (de) (1654)
- Cardinal Giovanni Dolfin (1656)
- Évêque Paul de Tauris-Jancic, O.F.M. (1663)
- Évêque Lorenzo Astiria (es), O.S.Io.Hieros. (1670)
- Cardinal Francesco Bonvisi (1670)
- Cardinal Francesco Nerli il Giovane (1670)
- Archevêque Giuseppe Cicala, C.R. (1670)
- Évêque Giovanni Battista Paterio (1672)
- Évêque Gerolamo Rocca (1672)
- Évêque Francesco Antonio Gallo (it) (1672)
- Évêque Onofrio Manesi (1672)
- Archevêque Francesco Antonio Carafa (it), C.R. (1675)
- Évêque Carlo della Palma (it), C.R. (1675)